# Championnat du Costa Rica de football 1957
Navigation
Saison précédente Saison suivante
La Primera División 1957 est la trente-cinquième édition de la première division costaricienne.
Lors de ce tournoi, le CS Herediano a tenté de conserver son titre de champion du Costa Rica face aux sept meilleurs clubs costariciens.
Chacun des huit clubs participant était confronté deux fois aux sept autres équipes.

## Les 8 clubs participants
| \| San José: Gimnástica Española CS La Libertad Deportivo Saprissa LD Alajuelense CS Cartagines I San José CS Herediano I San José Orión FC I San José CS Uruguay \| Localisation des clubs engagés dans le championnat. |
| San José: Gimnástica Española CS La Libertad Deportivo Saprissa LD Alajuelense CS Cartagines I San José CS Herediano I San José Orión FC I San José CS Uruguay                                                           |

| Club                | Stade                        | Capacité          | Ville      |
| LD Alajuelense      | Stade Alejandro Morera Soto  | 17 900            | Alajuela   |
| CS Cartagines       | Stade José Rafael Meza       | 13 500            | Cartago    |
| Gimnástica Española | Stade inconnu                | Capacité inconnue | San José   |
| CS Herediano        | Stade Eladio Rosabal Cordero | 8 100             | Heredia    |
| CS La Libertad      | Stade national du Costa Rica | 25 500            | San José   |
| Orión FC            | Stade Lito Monge             | 27 500            | Curridabat |
| Deportivo Saprissa  | Stade national du Costa Rica | 25 500            | San José   |
| CS Uruguay          | Stade Municipal el Labrador  | 2 500             | Coronado   |

## Compétition
Les huit équipes s'affrontent à deux reprises selon un calendrier tiré aléatoirement. Le dernier du classement est relégué en Segunda División.
Le classement est établi sur l'ancien barème de points (victoire à 2 points, match nul à 1, défaite à 0).
Le départage final se fait selon les critères suivants :
- Le nombre de points.
- Une confrontation aller-retour supplémentaire.

### Classement
| Rang | Équipe              | Pts | J  | G  | N | P  | Bp | Bc | Diff |
| ---- | ------------------- | --- | -- | -- | - | -- | -- | -- | ---- |
| 1    | Deportivo Saprissa  | 23  | 14 | 11 | 1 | 2  | 35 | 10 | +25  |
| 2    | LD Alajuelense      | 23  | 14 | 10 | 3 | 1  | 37 | 16 | +21  |
| 3    | CS Herediano (T)    | 17  | 14 | 7  | 3 | 4  | 28 | 16 | +12  |
| 4    | CS Cartagines       | 14  | 14 | 5  | 4 | 5  | 22 | 26 | -4   |
| 5    | CS La Libertad      | 13  | 14 | 4  | 5 | 5  | 20 | 29 | -9   |
| 6    | CS Uruguay          | 9   | 14 | 4  | 1 | 9  | 15 | 30 | -15  |
| 7    | Gimnástica Española | 8   | 14 | 2  | 4 | 8  | 14 | 28 | -14  |
| 8    | Orión FC            | 5   | 14 | 1  | 3 | 10 | 11 | 27 | -16  |

| Légende : Qualifications et relégations | Légende : Qualifications et relégations |
| --------------------------------------- | --------------------------------------- |
|                                         | Relégué en Segunda División             |
|                                         | (T) : Tenant du titre                   |

## Bilan du tournoi
| Tableau d'Honneur    |                    |
| Compétition          | Vainqueur          |
| Primera División     | Deportivo Saprissa |
| Campeonato Relámpago | Deportivo Saprissa |

| Promotions et relégations   |           |
| Relégué en Segunda División | Orión FC  |
| Promu de Segunda División   | Carmen FC |

## Statistiques

### Meilleur buteur
- José Soto (LD Alajuelense) 12 buts